# Riza-Naturreservat
Das Riza-Naturreservat (georgisch რიწის დაცული ტერიტორია) befindet sich im Nordwesten von Abchasien oder auch in der Autonomen Republik Abchasien auf die Georgien Anspruch erhebt. Das nach den IUCN-Kriterien mit dem Status als „Strenges Naturreservat“ ausgewiesene Schutzgebiet liegt im Rajon Gudauta in der Gebirgsregion der südlichen Ausläufer des Großen Kaukasus in der Nähe der Grenze zu Russland.

## Beschreibung

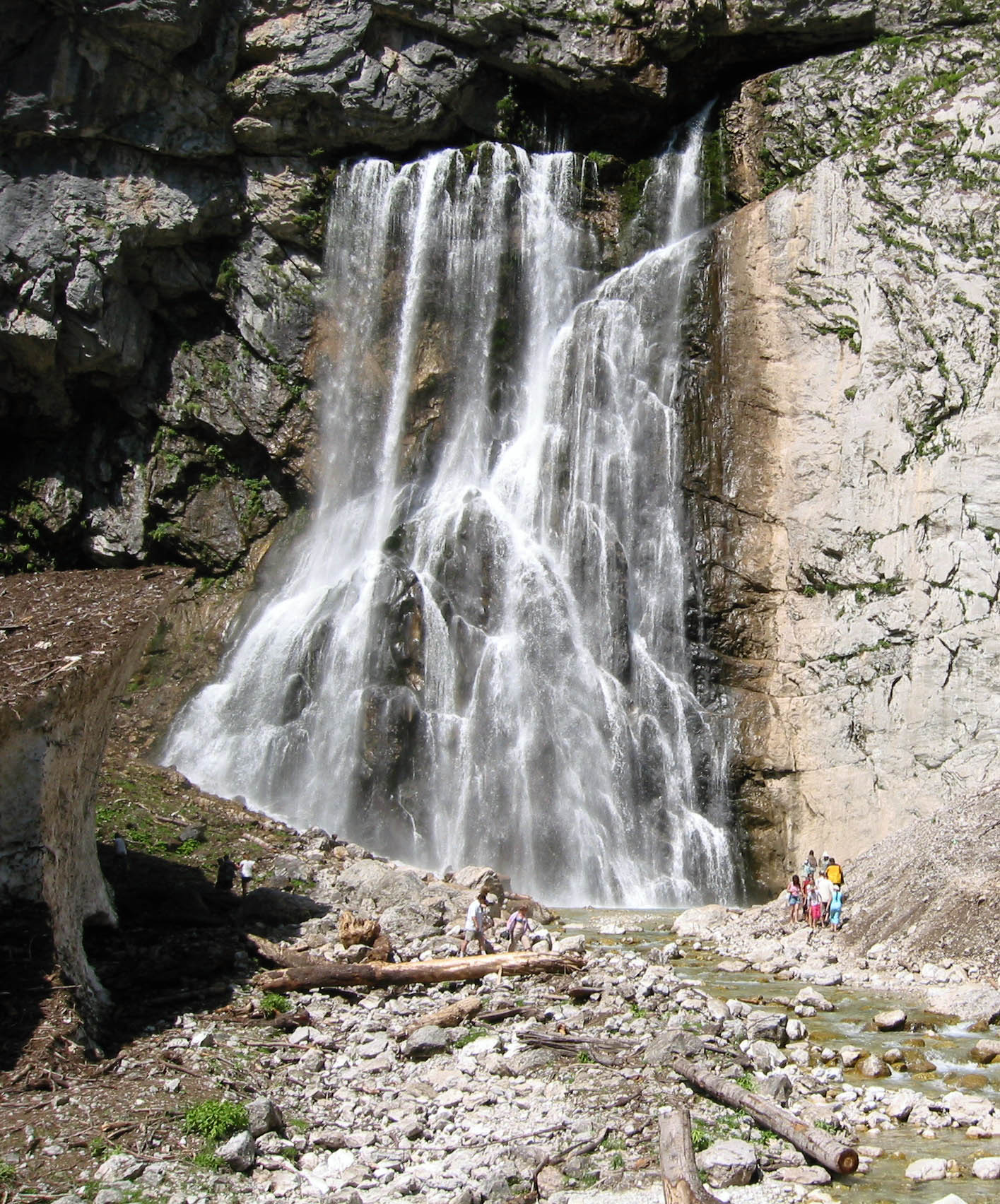
„Gegsky-Wasserfall“ (August 2006)

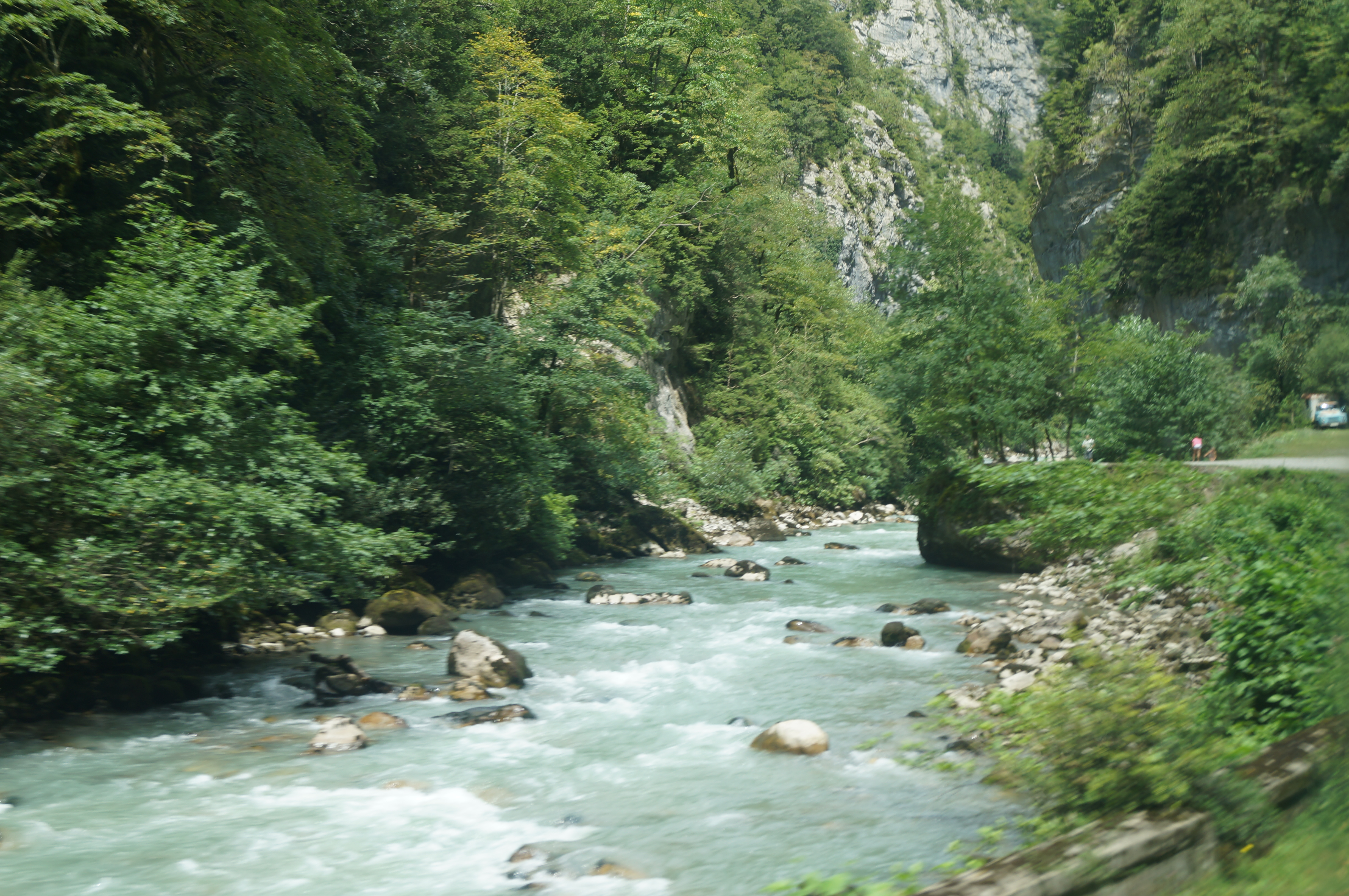
Fluss in einer Gebirgsschlucht im Schutzgebiet

Das Areal des Naturreservates erstreckt sich über eine Fläche von 311 km² und ist ein Teil des „Riza Relikt Nationalparks“ der die Schutzgebietsfläche im Südwesten des Naturreservates erweitert. Geprägt werden die Schutzgebietsflächen von bewaldeten Hängen aus Tannen- und Buchenwäldern die sich um den Riza-See und in den umgebenden Bergen befinden. In den zahlreichen Schluchten fließen Gebirgsbäche durch diese Wälder und an kleinen Wiesenflächen vorbei in Richtung Südwesten zum Schwarzen Meer. Innerhalb der Schutzgebietsgrenzen befinden sich neben dem Riza-See, der Kleine Riza-See, der sogenannte „Blaue See“ und mehrere Wasserfälle mit dem bekanntesten dem „Gegsky-Wasserfall“. Der höchste Punkt im Naturreservat ist in der Nähe des Agepsta mit einer Höhe von 2264 m im westlichen Teil des Areals.

## Klima
Das Klima wurde mit der Kühlgemäßigten Klimazone eingestuft und entspricht einem warmen Sommer mit Durchschnittstemperaturen von 17 bis 17,6 Grad Celsius in den Tallagen und niedrigeren Temperaturen in den Gebirgslagen mit den höchsten Temperaturen in den Monaten Juli und August. Für den Winter wurden eher kalte Durchschnittstemperaturen von −3,3 °C und den kältesten Monaten im Januar und Februar mit durchschnittlich −4,7 °C festgestellt. In den Höhenlagen wurden Temperaturen darunter gemessen. Der jährliche Niederschlag beträgt zwischen 1320 und 1460 mm.

## Flora und Fauna
Durch den bereits im Jahr 1930 ausgewiesenen Schutzstatus, die niedrige Besiedlungsdichte und schwierige Erreichbarkeit im Gebirge wurden ursprüngliche und naturnahe Wälder mit ihren natürlich vorkommenden Lebensraumtypen erhalten. Die Biodiversität im Schutzgebiet ist sehr hoch und wurde mit einer großen Anzahl an Pflanzen- und Tierarten bei Untersuchungen bestätigt. Insgesamt wurden 249 Tierarten die sich in 177 Vogelarten, 63 Säugetierarten und neun Amphibienarten aufteilen festgestellt. Zwei Vogelarten und fünf Säugetierarten wurden als stark gefährdet und eine Säugetierart als gefährdet eingestuft.

### Flora
Die vorkommenden Pflanzenarten decken ein breites Spektrum der verschiedenen Biotope von den Tallagen mit einem subtropischen Klima bis zu den Höhenlagen der Gebirge ab. Beispielhaft wurden die folgenden Pflanzenarten beobachtet: Die Gewöhnliche Schuppenwurz (Lathraea squamaria), der Waldmeister (Galium odoratum), der Braunstielige Streifenfarn (Asplenium trichomanes), der Persische Ehrenpreis (Veronica persica), das Behaarte Knopfkraut (Galinsoga ciliata), die Orient-Buche (Fagus orientalis), der Hirschzungenfarn (Asplenium scolopendrium), die Nordmann-Tanne (Abies nordmanniana), die Orientalische Hainbuche (Carpinus orientalis), der Zwerg-Holunder (Sambucus ebulus), die Mehlprimel (Primula farinosa), die Kaukasische Akelei (Aquilegia olympica), Sempervivum caucasicum aus der Gattung der Hauswurzen, die Bleiche Fetthenne (Sedum pallidum), Veratrum lobelianum aus der Gattung der Germer, der Europäische Pfeifenstrauch (Philadelphus coronarius), die Steppen-Glockenblume (Campanula sibirica), die Breitglockenschachblume (Fritillaria latifolia), das Brunnenlebermoos (Marchantia polymorpha), Trollius ranunculinus aus der Gattung der Trollblumen, Coradalis caucasica aus der Gattung der Lerchensporne, Kaukasus-Gämswurz (Doronicum orientale), der Tannenbärlapp (Huperzia selago), Gentiana dshimilensis aus der Gattung der Enziane, die Goldgelbe Kuhschelle (Pulsatilla aurea), Kemulariella caucasica aus der Gattung Kemulariella, die Große Telekie (Telekia speciosa), der Quirlblütige Salbei (Salvia verticillata), das Balkan-Windröschen (Anemone blanda), der Schwalbenwurz-Enzian (Gentiana asclepiadea) und der Klebrige Salbei (Salvia glutinosa).

### Avifauna
Die Avifauna umfasst mindestens zwei der zehn Arten in Europa die bei der Fortpflanzung auf Brutgebiete im eurasischen Gebirge angewiesen sind. Für diese beiden Vogelarten das Kaukasuskönigshuhn (Tetraogallus caucasicus) und das Kaukasus-Birkhuhn (Lyrurus mlokosiewiczi) wurden besondere Schutzareale ausgewiesen. In den 1980er Jahren wurden mindestens 69 brütende Vogelarten aufgezeichnet. Von besonderem Interesse sind der Bartgeier (Gypaetus barbatus), der Gänsegeier (Gyps fulvus), der Steinadler (Aquila chrysaetos), der Wanderfalke (Falco peregrinus), der Uhu (Bubo bubo), der Bergpieper (Anthus spinoletta), der Berghänfling (Linaria flavirostris), der Karmingimpel (Carpodacus erythrinus) und andere Eulen- und Spechtarten. Daneben wurde der Mönchsgeier (Aegypius monachus) als Durchzügler und Nahrungsgast beobachtet. Als „gefährdet“ oder „stark gefährdet“ wurden für das Naturreservat zusätzlich ausgewiesen: Die Tafelente (Aythya ferina), die Moorente (Aythya nyroca), die Rotdrossel (Turdus iliacus) und der Kiebitz (Vanellus vanellus).

### Amphibien
Folgende Amphibienarten wurden für das Naturreservat aufgezeichnet: Die Wechselkröte (Bufotes viridis), die Kolchische Kröte (Bufo verrucosissimus), der Europäische Laubfrosch (Hyla arborea), der Teichmolch (Lissotriton vulgaris), der Nördliche Bandmolch (Ommatotriton ophryticus), der Kaukasische Schlammtaucher (Pelodytes caucasicus), der Seefrosch (Pelophylax ridibundus), der Kleinasiatische Braunfrosch (Rana macrocnemis) und der Asiatische Kammmolch (Triturus karelinii).

### Säugetiere
Für die Säugetiere wurden die folgenden Arten als „gefährdet“ oder „stark gefährdet“ für das Naturreservat ausgewiesen: Die Mopsfledermaus (Barbastella barbastellus), der Westkaukasische Steinbock (Capra caucasica), die Langflügelfledermaus (Miniopterus schreibersii), der Riesenabendsegler (Nyctalus lasiopterus), die Meheley-Hufeisennase (Rhinolophus mehelyi), die Kaukasische Birkenmaus (Sicista caucasica) und der Tigeriltis (Vormela peregusna).

## Gefährdung
Für das Schutzgebiet wurde eine geringe bis keine Gefährdung durch eine landwirtschaftliche Bewirtschaftung festgestellt. Lediglich der illegale Holzabbau in den Randzonen der Schutzgebietsgrenzen wurde aufgezeichnet. Die vorhandenen Straßen und Wege und deren Ausbau wurden auf 6,5 % der Schutzgebietsflächen mit einem mittleren Risiko registriert. Die 63 Einwohner innerhalb des Naturreservates wurden mit einer geringen und die 784 Einwohner innerhalb der Schutzzone mit einer mittleren Gefährdungsstufe im Jahr 2015 deklariert. Ein mittleres Risiko wurde ebenfalls für die Besiedlungsdichte und den weiteren Ausbau und Neubau von Gebäuden festgestellt. Insgesamt lagen die aufgezeichneten Gefährdungen unterhalb derer die für Georgien durchschnittlich bewertet und berechnet wurden.